# Canal de la Mata
El canal de La Mata es una obra de ingeniería civil que se inauguró en 2003. Dicho canal discurre 7,4 kilómetros íntegramente en la provincia de León, permitiendo el riego de 4.500 hectáreas con agua dulce proveniente del embalse de Barrios de Luna. El uso principal del agua es la agricultura.

## Datos técnicos[1]
- Longitud: 7,4 kilómetros

- Superficie dominada: 5.750 hectáreas

- Superficie regada: 4.500 hectáreas

- Caudal máximo en origen: 7 m³/s